# Álvaro VI del Congo
Álvaro VI Afonso del Congo o Nimi a Lukeni a Nzenze a Ntumba (en kikongo). Manikongo del reino del Congo de 1636 a 1641.

## Biografía

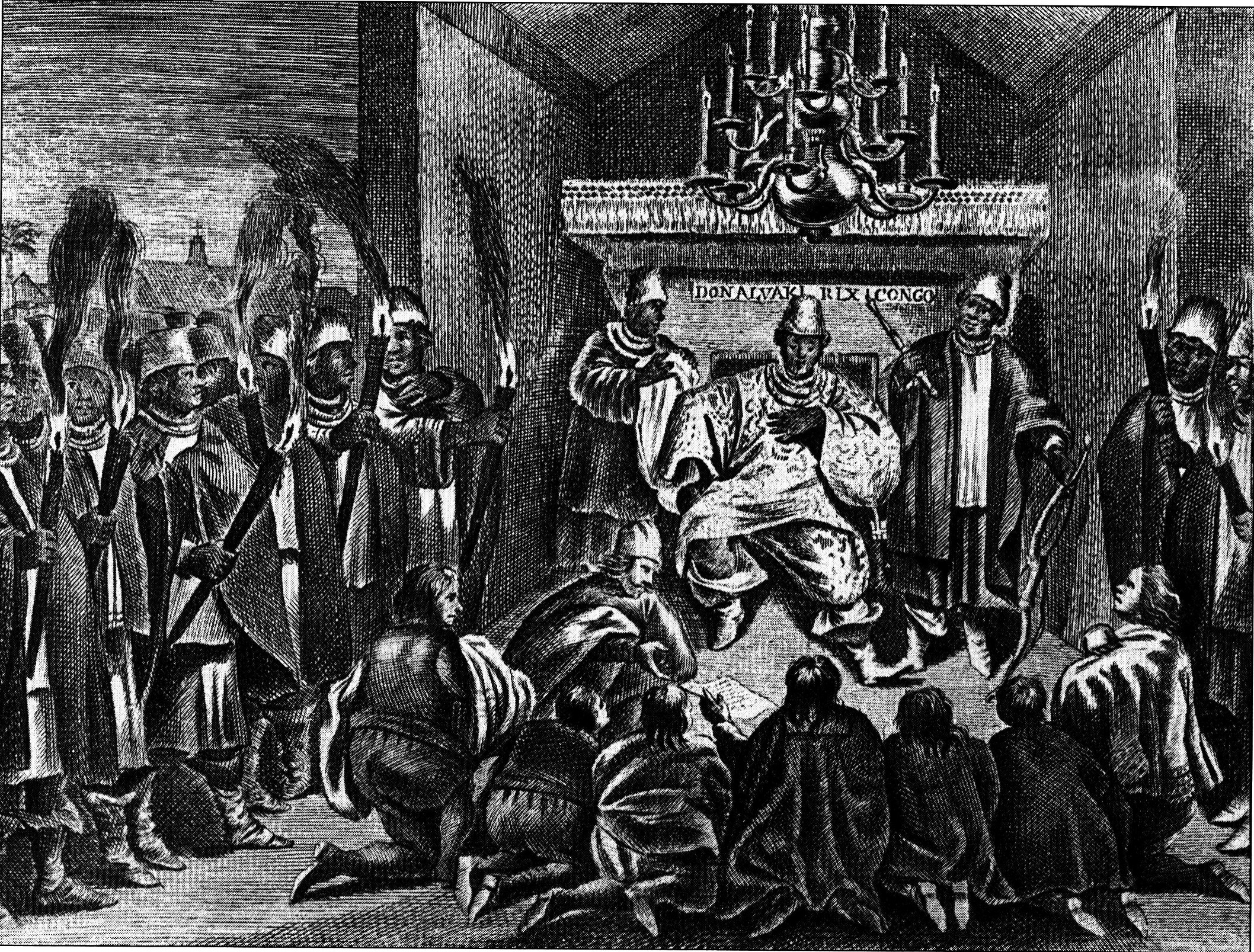
Álvaro VI recibiendo una embajada de los Países Bajos, grabado de 1686.

Descendiente por línea materna de Ana Ntumba, la tercera hija del rey Afonso I. Fue Duque de Mbemba en 1634.
Accedió al título de manicongo el 27 de agosto de 1636 tras la muerte de su primo Álvaro V del Congo, descendiente éste de Isabel Lukeni, la segunda hija del rey Afonso I. Abandonó en 1637 y durante seis años la región de Makuta, en manos del Conde Paulo de Soyo.
En 1640, la «Propaganda Fide» adjudicó la misión cristiana en el país a los capuchinos, a petición del rey, que buscaba así limitar las ambiciones portuguesas en la región. En agosto de 1641, Luanda es tomada por los holandeses, por lo que la llegada de los religiosos no se producirá hasta 1645.
Álvaro VI Afonso falleció el 22 de enero o febrero de 1641 siendo sucedido por Garcia II del Congo.